# Prosecutor Princess
Prosecutor Princess (en hangul, 검사 프린세스), titulada en español como Fiscal princesa, es una serie de televisión surcoreana de comedia romántica emitida en 2010 acerca de una venganza y el romance entre dos abogados con diferentes destinos.
Es protagonizada por Kim So Yeon, Park Si Hoo, Han Jung Soo y Choi Song Yun. Fue transmitida en su país de origen por Seoul Broadcasting System desde el 31 de marzo hasta el 20 de mayo de 2010, finalizando con una extensión de 16 episodios, emitidos cada miércoles y cada jueves las 21:55 (KST).

## Argumento
Después de Ma Hye Ri (Kim So Yeon) pasa el examen de leyes, descubre que su amor por la moda y la aversión a  las horas extraordinarias interfiere con su capacidad para llevar a cabo su profesión de fiscal. Ella se enfrenta a la oposición de sus colegas y superiores despectivos exasperados. Con su carrera en una espiral descendente, es reclutada con la ayuda del misterioso abogado Seo In Woo (Park Si Hoo).

## Reparto

### Personajes principales
- Kim So Yeon como Ma Hye Ri.
- Park Si Hoo como Seo In Woo.
- Han Jung Soo comp Yoon Se Joon.
- Choi Song Hyun como Jin Jeong Seon.

### Personajes secundarios
- Yoo Gun como Lee Min-suk.
- Park Jung Ah como Jenny Ahn.
- Choi Sung Ho como Chae Ji Woon.
- Lee Eun Hee como Lee Jung Im.
- Lee Seung Hyung como Cha Myung Soo.
- Kim Sang-ho como Na Joong-seok.
- Choi Jung Woo como Ma Sang Tae.
- Yang Hee Kyung como Park Ae Ja.
- Min Young Won como Lee Yoo Na.
- Lee Jong Suk como Lee Woo Hyun.
- Sung Byung Sook como Han Mi Ok.
- Kim Ji Won como Yoon Bin.
- Sunwoo Jae Duk como Go Man Chul.
- Lee Soo Jin como Amigo de Hye Ri.
- Kim Sung Hoon como Entrenador.
- Jeon Jin Gi como Detective.
- Ahn Sang Tae como Empleado del hotel.
- Baek Seung Hyun.
- Shin Dong Ki.

## Recepción

### Audiencia
En Azul la audiencia más baja y en rojo la más alta, correspondientes a las empresas medidoras TNms y AGB Nielsen.
| Ep. #    | Fecha de estreno    | Share        | Share        | Share       | Share       |
| Ep. #    | Fecha de estreno    | TNmS Ratings | TNmS Ratings | AGB Nielsen | AGB Nielsen |
| Ep. #    | Fecha de estreno    | Nacional     | Seúl         | Nacional    | Seúl        |
| -------- | ------------------- | ------------ | ------------ | ----------- | ----------- |
| 1        | 31 de marzo de 2010 | 7.3 %        | 8.9 %        | 8.0 %       | 9.3 %       |
| 2        | 1 de abril de 2010  | 8.8 %        | 9.4 %        | 8.7 %       | 9.8 %       |
| 3        | 7 de abril de 2010  | 9.6 %        | 9.7 %        | 10.0 %      | 10.3 %      |
| 4        | 8 de abril de 2010  | 9.7 %        | 9.4 %        | 10.1 %      | 11.2 %      |
| 5        | 14 de abril de 2010 | 10.8 %       | 10.9 %       | 10.4 %      | 11.3 %      |
| 6        | 15 de abril de 2010 | 10.7 %       | 11.0 %       | 9.3 %       | 9.8 %       |
| 7        | 21 de abril de 2010 | 10.4 %       | 10.8 %       | 10.3 %      | 10.3 %      |
| 8        | 22 de abril de 2010 | 11.0 %       | 11.1 %       | 10.6 %      | 10.8 %      |
| 9        | 28 de abril de 2010 | 9.9 %        | 10.2 %       | 11.0 %      | 11.5 %      |
| 10       | 29 de abril de 2010 | 9.6 %        | 9.6 %        | 10.1 %      | 10.4 %      |
| 11       | 5 de mayo de 2010   | 9.9 %        | 9.8 %        | 10.7 %      | 11.8 %      |
| 12       | 6 de mayo de 2010   | 11.5 %       | 11.5 %       | 10.8 %      | 10.8 %      |
| 13       | 12 de mayo de 2010  | 9.6 %        | 9.2 %        | 10.3 %      | 10.4 %      |
| 14       | 13 de mayo de 2010  | 12.0 %       | 11.5 %       | 12.1 %      | 12.3 %      |
| 15       | 19 de mayo de 2010  | 12.1 %       | 12.6 %       | 11.1 %      | 10.8 %      |
| 16       | 20 de mayo de 2010  | 12.4 %       | 11.7 %       | 12.1 %      | 13.2 %      |
| Promedio | Promedio            | 10.3 %       | -            | 10.4 %      | -           |

## Emisión internacional
- Hong Kong: TVB.
- Japón: KNTV y Fuji TV.[8]
- Singapur: E City y Channel U.
- Taiwán: EBC.